# Vexillum hirasei
Vexillum hirasei is een slakkensoort uit de familie van de Costellariidae. De wetenschappelijke naam van de soort is voor het eerst geldig gepubliceerd in 1962 door Kira.